# Андора на Зимским олимпијским играма 1994.
Андори је ово било шесто учешће на Зимским олимпијским играма. Делегацију Андоре, на Зимским олимпијским играма 1994. у Лилехамеру представљало је 6 спортиста (четири мушкарца и две жене) који су се такмичили у седам дисциплина алпског скијања.
Заставу Андире на свечанон отварању носио је алпска скијашуца Вики Гро
Спортисти Андоре нису освојили ниједну медаљу.

## Учесници по спортовима
| Спорт          | Мушкарци | Жене | Укупно |
| -------------- | -------- | ---- | ------ |
| Алпско скијање | 4        | 2    | 6      |
| Укупно(1)      | 4        | 2    | 6      |

## Алпско скијање

### Мушкарци
| Такмичар      | Дисциплина      | Резултати            | Резултати            | Резултати            | Резултати            | Пласман/учес. (укуп.) | Детаљи |
| Такмичар      | Дисциплина      | 1. трка              | 2. трка              | Укупно               | Заостатак            | Пласман/учес. (укуп.) | Детаљи |
| ------------- | --------------- | -------------------- | -------------------- | -------------------- | -------------------- | --------------------- | ------ |
| Gerard Escoda | Супервелеслалом |                      |                      | 1:38,77              | 6,26                 | 44 / 48 (69)          |        |
| Gerard Escoda | Велеслалом      | Није завршио 1. трку | Није завршио 1. трку | Није завршио 1. трку | Није завршио 1. трку | Није завршио 1. трку  |        |
| Gerard Escoda | Слалом          | Није завршио 1. трку | Није завршио 1. трку | Није завршио 1. трку | Није завршио 1. трку | Није завршио 1. трку  |        |
| Gerard Escoda | Комбинација     | Није завршио 1. трку | Није завршио 1. трку | Није завршио 1. трку | Није завршио 1. трку | Није завршио 1. трку  |        |
| Виктор Гомез  | Супервелеслалом |                      |                      | 1:38,64              | 6,11                 | 43 / 48 (69)          |        |
| Виктор Гомез  | Велеслалом      | Није завршио 1. трку | Није завршио 1. трку | Није завршио 1. трку | Није завршио 1. трку | Није завршио 1. трку  |        |
| Рамон Росел   | Супервелеслалом |                      |                      | 1:40,25              | 7,72                 | 46 / 48 (69)          |        |
| Санти Лопез   | Супервелеслалом | Није завршио         | Није завршио         | Није завршио         |                      |                       |        |

### Жене
| Такмичарка     | Дисциплина      | Резултати               | Резултати                | Резултати                | Резултати                | Пласман/учес. (укуп.)    | Детаљи |
| Такмичарка     | Дисциплина      | 1. трка                 | 2. трка                  | Укупно                   | Заостатак                | Пласман/учес. (укуп.)    | Детаљи |
| -------------- | --------------- | ----------------------- | ------------------------ | ------------------------ | ------------------------ | ------------------------ | ------ |
| Вики Гро       | Супервелеслалом |                         |                          | 1:26,39                  | 4,24                     | 36 / 46 (55)             |        |
| Вики Гро       | Велеслалом      | 1:26,05                 | Није завршила другу трку | Није завршила другу трку | Није завршила другу трку | Није завршила другу трку |        |
| Вики Гро       | Слалом          | Није завршила 1 трку    | Није завршила 1 трку     | Није завршила 1 трку     | Није завршила 1 трку     | Није завршила 1 трку     |        |
| Каролин Пусије | Велеслалом      | 1:26,05                 | Није завршила другу трку | Није завршила другу трку | Није завршила другу трку | Није завршила другу трку |        |
| Каролин Пусије | Слалом          | Није завршила прву трку | Није завршила прву трку  | Није завршила прву трку  | Није завршила прву трку  | Није завршила прву трку  |        |